# Rote Armee Fraktion (Japan)
Die Rote Armee Fraktion (japanisch 赤軍派, Sekigun-ha) war eine  linksextremistische  Studentengruppe in Japan, die als terroristische Organisation zwischen 1969 und 1972 bestand. Aus ihr spaltete sich die Japanische Rote Armee ab, die mit ihren spektakulären Überfällen bis 1988 weltweit Beachtung fand.

## Übersicht
Die Rote Armee Fraktion (RAF) hatte ihren Ursprung in den studentischen Unruhen, die durch die Dachorganisation Zengakuren seit den 1950er Jahren organisiert wurden. Sie richteten sich insbesondere gegen die Stationierung amerikanischer Truppen in Japan und die dadurch als empfundene Unterwerfung Japans unter die Machtinteressen der USA. Im Laufe der Proteste radikalisierte sich das Vorgehen verschiedener Teile der Zengakuren und es kam zur Abspaltung verschiedener Gruppierungen.
Die Rote Armee Fraktion wurde im September 1969 von unzufriedenen Mitgliedern der Kansai-Faktion der Kommunistischen Liga (共産主義者同盟, Kyōsanshugeisha dōmei) unter der Führung von Takaya Shiomi (1941–2017) gegründet. Der Kommunistischen Liga warf man vor, keinen starken Massenprotest gegen die Stationierung amerikanischer Truppen auf Okinawa bewirkt zu haben. Die bald nach ihrer Gründung ca. 300 Personen umfassende Rote Armee Fraktion verstand sich als revolutionäre Elite, die insbesondere mit gewaltsamen Aktionen die amerikafreundliche Politik Japans beenden wollte. Sie verstand sich als Teil einer weltweiten Revolution.
Die Gruppe begann im Herbst 1969 mit Brandanschlägen auf kleine Polizeistationen („Kōban“) in Tōkyō und Osaka. Im November wurden 53 Mitglieder festgenommen, es wurden große Waffensammlungen gefunden. Bereits zu diesem Zeitpunkt erkannte der Anführer Shiomi, dass aufgrund des polizeilichen Fahndungsdrucks eine Fortführung der Aktivitäten der RAF und insbesondere eine weitere militärische Ausbildung der Gruppenmitglieder in Japan selbst kaum fortzuführen war. Deshalb entwickelte Shiomi Anfang 1970 den Plan, ein Flugzeug zu entführen, um nach Kuba zu gelangen und die Ausbildung dort fortzusetzen. Vor der Umsetzung des Planes wurde Shiomi am 15. März 1970 verhaftet.
Gleichwohl entführten am 31. März 1970 neun Mitglieder der RAF die Maschine des „Japan-Air-Lines-Flugs 351“, die vom Flughafen Tokio-Haneda gestartet war. Da mit diesem Flugzeugtyp das Erreichen von Kuba nicht möglich war, zwangen die Entführer das Flugzeug, nach Zwischenlandungen in Fukuoka und in Korea, nach Nordkorea zu fliegen. Die Besatzung, die Piloten ausgenommen, und die Passagiere wurden unterwegs freigelassen, der Staatssekretär Shinjirō Yamamura flog bis zum Ziel als Geisel mit. Den Entführern gewährte Kim Il-sung Asyl in Nordkorea.
In Japan selbst fanden Bombardierungen und Raubüberfälle statt. Im Rahmen der anschließenden Fahndungsarbeit der Polizei konnte ein Großteil der Mitglieder der Roten Armee Fraktion festgenommen werden. Unter den verbliebenen Mitgliedern kam es zu einer Spaltung in zwei Gruppen. Eine Gruppe unter der Führung von Tsuneo Mori und Hiroko Nagata wollte die revolutionären Aktionen von Japan selbst aus fortsetzen. Da mit den Verhaftungen auch fast alle Waffen verloren gegangen waren, schloss sich die Anhänger dieser Gruppe der Roten Armee Fraktion mit einem Zweig der Revolutionären Linken in der Präfektur Kanagawa, die noch über Waffen verfügte, zur „Vereinigten Roten Armee“ (連合赤軍、Rengo sekigun) zusammen.
Eine andere Gruppe unter Fusako Shigenobu und Tsuyoshi Okudaira wollte hingegen Shiomis Plan zum Gang ins Ausland weiter verfolgen. Aus dieser Gruppe ging die „Japanische Rote Armee“ (日本赤軍、Nihon sekigun) hervor, deren Anführerin Shigenobu schon Anfang 1971 in den Libanon gegangen war.
Ende 1971 zogen sich 29 Mitglieder der Vereinigten Roten Armee (VRA) in eine Berghütte in den Japanischen Alpen zurück, um in der kommunistischen Praxis von Kritik und Selbstkritik ihren revolutionären Willen zu stärken. Dabei wurden 12 Gruppenmitglieder wegen vermeintlicher ideologischer Abweichungen gefoltert und getötet, darunter auch eine Hochschwangere.
Im Februar 1972 wurde acht Mitglieder der VRA, darunter auch Tsuneo Mori, festgenommen und die übrigen Mitglieder, die sich mit einer Geisel in einer Berghütte in Karuizawa verschanzt hatten, wurden von der Polizei eingeschlossen. Die Berghütte wurde gestürmt, nachdem zwei Polizisten erschossen worden waren. Tsuneo Mori verübte 1973 während der Gefangenschaft Selbstmord. Dies war gleichbedeutend mit dem Ende der Roten Armee Fraktion.
Die aus ihr abgespaltete Japanische Rote Armee verübte hingegen weltweit noch bis 1988 Terroranschläge.